# Eumichtis aurora
Eumichtis aurora är en fjärilsart som beskrevs av Turati 1924. Eumichtis aurora ingår i släktet Eumichtis och familjen nattflyn. Inga underarter finns listade i Catalogue of Life.